# Fritz Stege
Fritz Stege (* 11. April 1896 in Witterschlick; † 31. März 1967 in Wiesbaden) war ein deutscher Musikjournalist in der Zeit des Nationalsozialismus und Komponist von Akkordeon-Musik.

## Leben
Fritz Stege besuchte ein Realgymnasium in Berlin und wurde zu Beginn des Ersten Weltkriegs eingezogen, im Krieg verlor er seinen ebenfalls eingezogenen Vater. Von 1919 bis 1923 studierte er bei Jean Paul Ertel und Johannes Wolf Musikwissenschaften an der Universität in Berlin und wurde mit einer Dissertation über Constantin Christian Dedekind promoviert. Stege hatte während seiner Studentenzeit Schlager komponiert, was er in der Zeit des Nationalsozialismus, als er ein Opfer von Intrigen wurde, als Jugendsünde abtun musste. Stege arbeitete freischaffend als Musikkritiker und Musikschriftsteller. Er gab eine eigene „Kulturkorrespondenz für Musik“ heraus und arbeitete redaktionell in verschiedenen Fachzeitschriften mit.
Stege war in der Weimarer Republik schon seit Beginn der Zwanziger Jahre Anhänger rechtsradikaler Gruppen gewesen und war von 1927 bis 1929 Musikberichter der Deutsch-Völkischen Freiheitsbewegung. Aus politischen Gründen verhinderte er 1928 eine Konzertreise von Felix Weingartner durch die Pfalz „durch Einleitung einer allgemeinen Presseoffensive“. Er trat 1930 mit der Mitgliedsnummer 410.480 der NSDAP bei und wurde 1932 „Fachspartenleiter Schrifttum“ im Kampfbund für deutsche Kultur.
Nach der Machtübergabe an die Nationalsozialisten wurde er Leiter der „Arbeitsgemeinschaft Deutscher Musikkritiker“ und übernahm im Parteiauftrag die „Reinigung des deutschen Musikkritikerstandes“, geriet allerdings in eine Auseinandersetzung um Organisationsfragen mit Friedrich W. Herzog vom Reichsverband deutscher Schriftsteller. Im März 1933 denunzierte er Fritz Jöde bei Hans Hinkel und protegierte an seiner Stelle Otto Jochum, der sich damit bewarb, die irregeleitete Jugend mit einer Volksmusikerziehung neuer Art beim Aufbau im Dienst des Vaterlandes heranzuziehen. Stege wurde Pressereferent der Reichsmusikkammer und Pressechef der Reichsrundfunkgesellschaft. Als Filmredakteur gab er den Auslands-Pressedienst der Tobis heraus und trat in die Bildredaktion der UFA ein. Stege war der Musikkritiker des Parteiorgans Völkischer Beobachter und schrieb auch für die SS-Zeitung Das Schwarze Korps. Stege forderte im Mai 1933 in einem Beitrag in der Zeitschrift für Musik, deren Schriftleiter er geworden war, die Machtübernahme in den Opernhäusern und Orchestern. Im Mai 1933 resümierte er zu der von „uns“ im April 1932 geforderten Einschränkung der Jazz-Musik im deutschen Rundfunk: „Heute ist der Neger-Jazz im Berliner Rundfunk verboten worden.“ Stege forderte auch „den Ausschluss ausländischer Tanzkapellen“. Er brüstete sich in seiner Zeitschrift für Musik damit, dass durch sein Einwirken Hans Mersmann als Schriftleiter der Zeitschrift Melos abgelöst worden sei, dass er die Entlassungen von Carl Ebert und Otto Klemperer mit bewirkt habe, sowie andererseits den Nationalsozialisten Richard Trunk und Otto Krauß zu neuen Stellen verholfen habe.
Im Völkischen Beobachter forderte er den Ausschluss der Juden aus dem deutschen Musikleben. In einem Bericht über den Deutschen Komponistentag 1934, auf dem Richard Strauss sprach, formulierte er seinen völkischen Kunstbegriff:

„Es geht nicht um die Richtung der Kunst, sondern um die Art der Kunst. Das Volk soll wieder in der Kunst und der Künstler im Volke leben! Das ist die erste Aufgabe der nationalsozialistischen Kunstpolitik“

Dem entsprach, dass er sich unter die Zensoren der Jazz-Musik begab und einem Komponisten wie Boris Blacher die Nähe zur Jazz-Musik vorwarf.
Für den österreichischen Komponisten Roderich Mojsisovics schrieb er das Libretto zu dessen 1936 uraufgeführter nordischer Volksoper in 3 Akten Norden in Not.
Über Steges „oberflächliche Entnazifizierung“ ist nichts Näheres bekannt. Steges Buch Bilder aus der deutschen Musikkritik (1936) wurde 1948 in der Sowjetischen Besatzungszone in die Liste der auszusondernden Literatur aufgenommen. Sein noch 1944 erschienener Roman Aber abseits, wer ist’s? wurde 1952/3 in der DDR in der Liste der auszusondernden Literatur aufgeführt. 1951 gründete Stege in Wiesbaden eine private Musikschule, arbeitete dort als Kursleiter an der Volkshochschule sowie am Humboldt-Institut und an der Jugendmusikschule. Als Musikkritiker schrieb er nun für den Wiesbadener Kurier. Für seine Verdienste um die Förderung der Volksmusik verlieh ihm der Hessische Sängerbund die silberne Ehrennadel, der Deutsche Harmonikaverband die goldene Ehrennadel.

## Schriften (Auswahl)
- Constantin Christian Dedekind, ein Dichter und Musiker des 17. Jhs. Diss. Berlin 1922
- Das Okkulte in der Musik. Beiträge zu einer Metaphysik der Musik. E. Bisping, Münster i. W. 1925.
- Bilder aus der deutschen Musikkritik. Kritische Kämpfe in 2 Jh. Regensburg: Bosse 1936
- Tönendes Licht. In: Zeitschrift für Musik. Bd. 103, Nr. 10, Oktober 1936, ZDB-ID 203042-1, S. 1235.
- Aber abseits, wer ist’s? Ein Musikroman. Stolle, Freital 1/Dresden/Leipzig/Berlin 1944.
- Ernst Bücken: Wörterbuch der Musik Überarb. u. erg. v. Fritz Stege. Dieterich, Wiesbaden 1953
- Musik, Magie, Mystik. Verl. Der Leuchter Reichl, Remagen 1961.
- Musik hören, verstehen, erleben. Eine Einführung. Wancura, Wien/Köln 1962.

Aufsätze
- Auszugsweise wiedergegeben bei Joseph Wulf: Musik im Dritten Reich. 1963
- Randglossen zum Musikleben. In: Zeitschrift für Musik, 1933
- Aufruf an die deutsche Musikkritik. In: Zeitschrift für Musik, Mai 1933
- Erfüllte Anregungen und Wünsche. In: Zeitschrift für Musik, Mai 1933
- Zukunftsaufgaben der Musikwissenschaft. In: Zeitschrift für Musik, Mai 1933
- Der „privilegierte Irrtum“ H.H. Stuckenschmidt – Eine Abrechnung. In: Deutsche Kultur-Wacht, 1933
- Städtische Musikpreise. In: Zeitschrift für Musik, August 1933
- Geige und Saxophon. In: Deutsche Kultur-Wacht, Dezember 1933
- Deutsche und nordische Musik. In: Zeitschrift für Musik, Dezember 1934
- Berliner Musik. In: Zeitschrift für Musik, Januar 1935

## Kompositionen (Auswahl)
- Nordische Tanzfolge, 1936
- Nordlandsklänge, 1937
- Nordische Volkstänze, 1938
- Heidebilder. Bauernwalzer. Hohner, Trossingen/Württ. 1944.
- Vogelstimmen. Kleine Spielstücke. Hohner, Trossingen/Württ. 1955.
- Kasperlespiele. Kleine Spielstücke. Hohner, Trossingen/Württ. 1955.
- Aus den vier Winden. Konzert-Suite. Preissler, München 1957.